# Sołectwo
 (décembre 2023).
Si vous disposez d'ouvrages ou d'articles de référence ou si vous connaissez des sites web de qualité traitant du thème abordé ici, merci de compléter l'article en donnant les références utiles à sa vérifiabilité et en les liant à la section « Notes et références ».

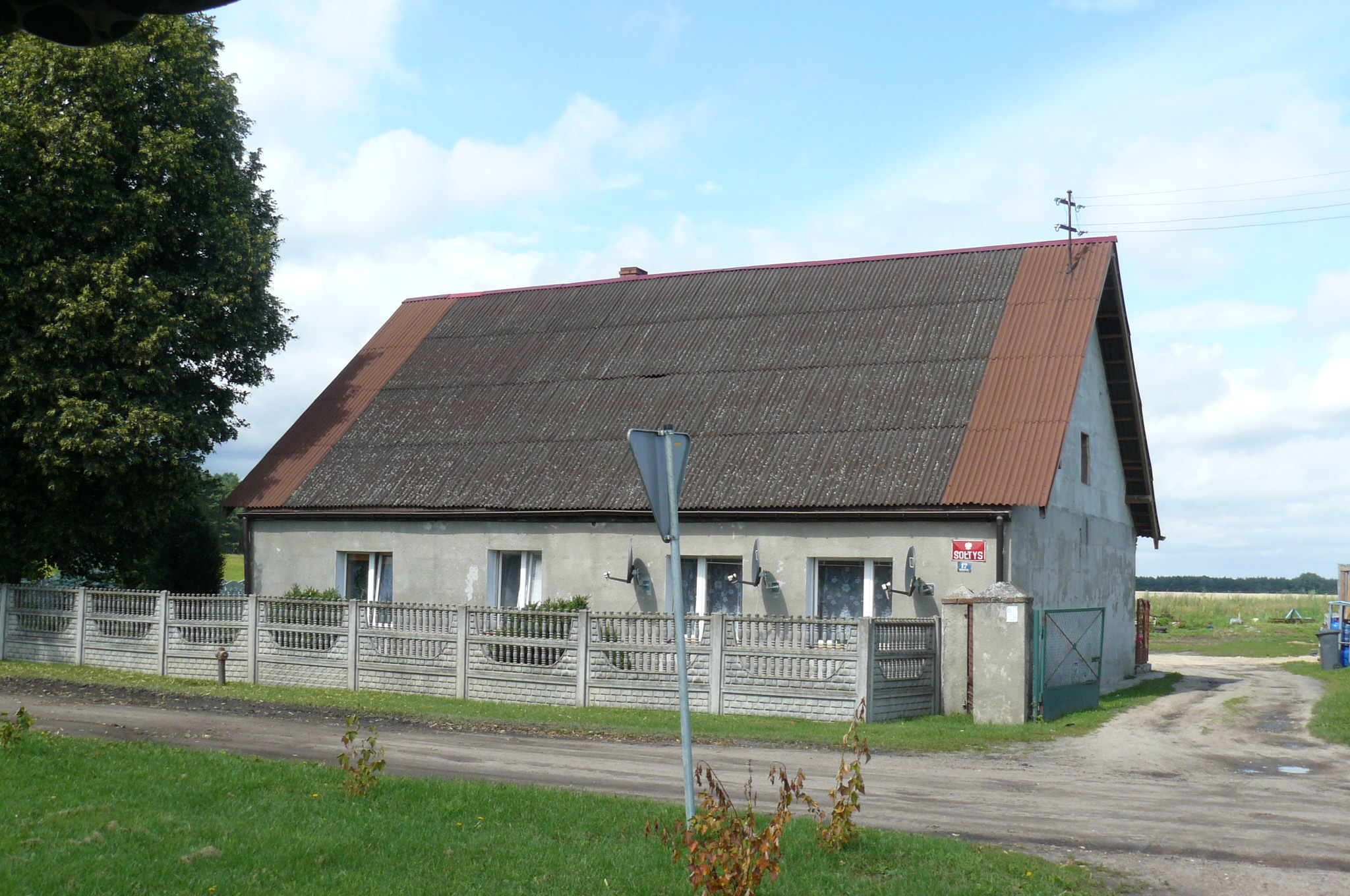
Hôtel de ville à Niedźwiedziny, commune de Skoki, dans le centre-Ouest de la Pologne.

Un sołectwo (au pluriel en polonais : sołectwa) est en Pologne une subdivision administrative d'une commune (gmina), le plus souvent rurale, ayant à sa tête un sołtys.
Dans de nombreux cas, il se compose d'un village, mais parfois de grands villages peut être divisé en plusieurs sołectwa, tandis que dans d'autres cas, un sołectwo peut se composer de plusieurs villages ou hameaux.
L'équivalent en milieu urbain est généralement le quartier (osiedle ou dzielnica).